# Graciela Camaño
Graciela Camaño (Presidencia Roque Sáenz Peña, 25 de abril de 1953) es una abogada y política argentina, especialista en Derecho Ambiental. Ocupó hasta el 10 de diciembre de 2023 el cargo de diputada nacional por la provincia de Buenos Aires, dentro del bloque Interbloque Federal en conjunto con Hacemos por Nuestro País. Durante el gobierno de Eduardo Duhalde fue ministra de Trabajo.

## Biografía
Nació en Presidencia Roque Sáenz Peña, provincia del Chaco, el 25 de abril de 1953. Camaño tuvo su primer empleo en la delegación del Ministerio de Trabajo de la seccional San Martín. Comenzó a militar en los años 1970 en el Partido Justicialista y no tardó en ser elegida como delegada gremial en el Ministerio de Trabajo de San Martín, provincia de Buenos Aires. Ahí es donde conoció a Luis Barrionuevo, titular del gremio de los gastronómicos, con quien luego se casó y tuvo dos hijos.

Retornó a la militancia política, en los 80 luego del retorno a la democracia, dentro del Partido Justicialista con el liderazgo de Carlos Menem. Aunque más tarde realizó declaraciones que contradicen su época menemista:
"Quizá la sociedad me cataloga por el accionar de mi marido, pero el hecho de que Barrionuevo haya adherido tan fervorosamente al proyecto menemista no es un problema mío. Nunca frecuenté los despachos del Ejecutivo en la época del Menem alto, rubio y de ojos azules, ni tampoco lo hago ahora".
El 16 de marzo de 2011 se recibió de abogada en la Universidad de Morón, en apenas dos años luego obtuvo un Doctorado en Ciencias Jurídicas en la misma casa de altos estudios.
Desde el año 2013 se desempeña como Jefa de trabajos prácticos (cátedra Derecho Constitucional) en Universidad de Morón.
En 2018 fue premiada por la Fundación Konex con un Diploma al Mérito por su trayectoria legislativa en los últimos 10 años.

## Carrera política

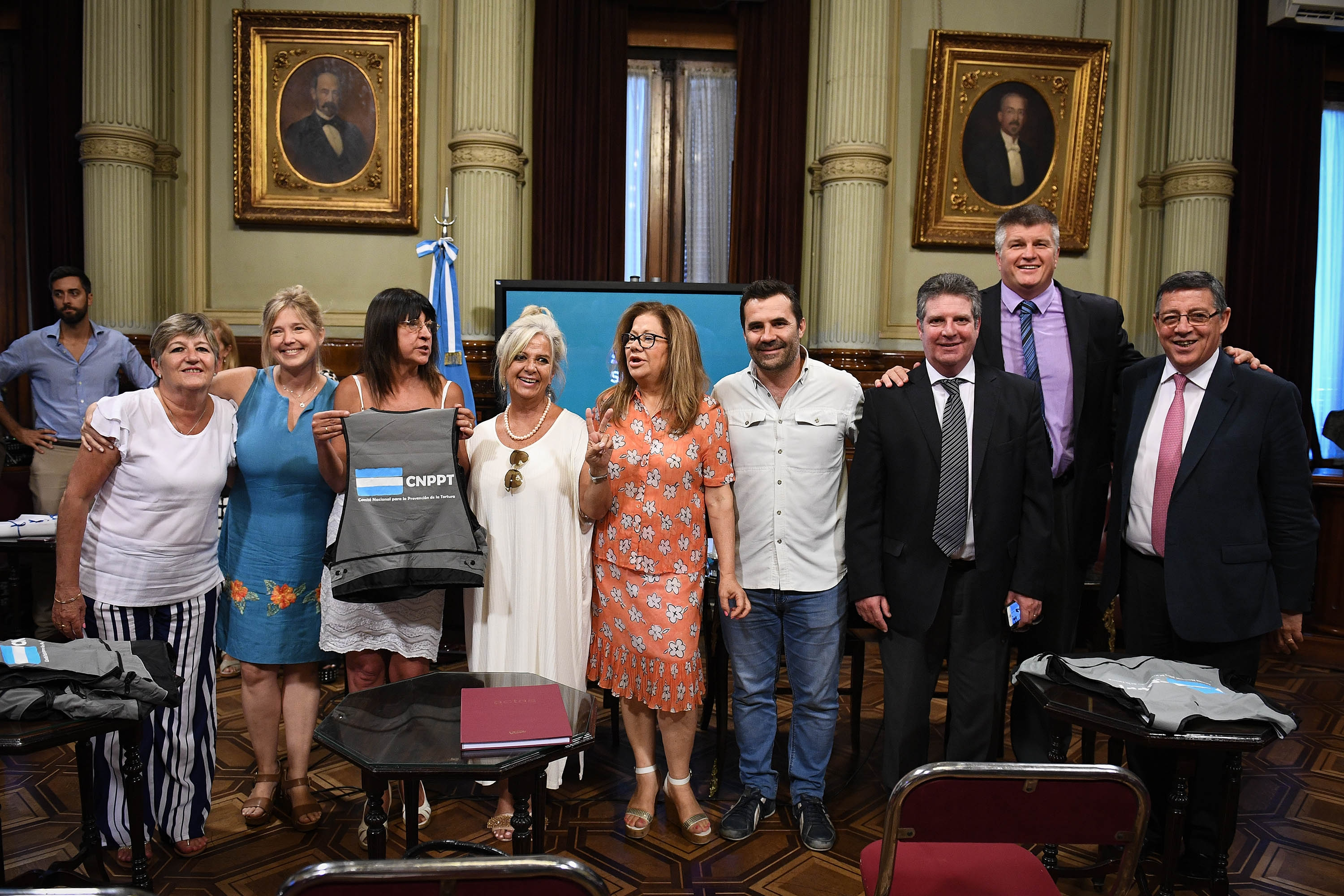
Camaño con el Comité de lucha contra la tortura.

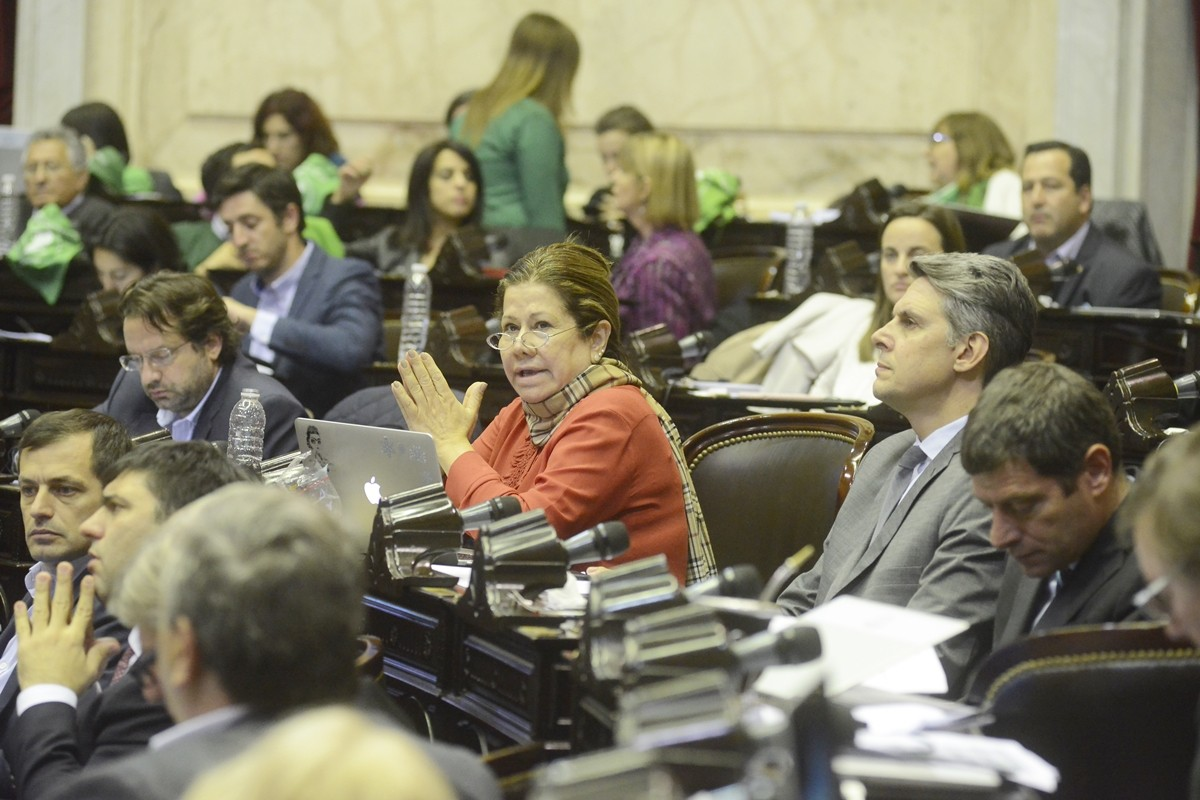

### Inicio
Llegó a la Cámara de Diputados en 1989, dentro de las listas del menemismo previo a la llegada al poder nacional de Carlos Menem convirtiéndose en una de sus más fieles seguidoras. Terminó su mandato en 1993 y, para las elecciones de 1995, se presentó como candidata a intendenta del municipio de San Martín para disputarle al duhaldismo el poder aunque sin resultar electa. Regresó como diputada tras haber sido elegida en las elecciones de 1997.
Desde el año 2013 se desempeña como Jefa de trabajos prácticos en lancátedra Derecho Constitucional en Universidad de Morón.

### Ministra de Trabajo
Luego de la crisis institucional del 2001 y la llegada al poder de Eduardo Duhalde, este decide designarla como Ministra de Trabajo, Empleo y Seguridad Social, quedando a cargo también del ANSES, las AFJP y algo del PAMI. Durante su gestión llevó a cabo el impulso a la ley del cupo femenino en el sindicalismo.La ley 25.674 de la “Participación Femenina en las Unidades de Negociación Colectiva de las Condiciones Laborales, de su autoría, que significó un avance en materia legislativa para la igualdad de género en la vida social y política del país.

### Diputada Nacional
Para las elecciones de 2003, vuelve a ser electa diputada nacional, cargo que revalida en 2007. 
En 2011, se postuló como precandidata a gobernadora de la Provincia de Buenos Aires, en sintonía con la precandidatura presidencial del expresidente Eduardo Duhalde, aunque posteriormente desistió y se postuló como primera candidata a diputada nacional por la misma lista. En la nómina de postulantes a la Cámara de Diputados que propuso el Frente Popular, fue la primera candidata en la provincia de Buenos Aires, secundada por Carlos Brown y Carlos Ruckauf, que fue gobernador de ese distrito y exvicepresidente de Carlos Menem. Obteniendo otra vez una banca en la cámara baja.
En 2013, al conformarse la alianza distrital Frente Renovador, encabezado por Sergio Massa, se incorpora como una figura peronista femenina fuerte. En 2015, decide fundar su propio partido político el cual estaría alineado a Massa, y lo denominó Partido Tercera Posición (P3P). Esto generó discordia con el Partido Justicialista, pero la justicia electoral y la Cámara Nacional Electoral lo admitieron.
En 2015, continuó con Sergio Massa y ocupó el tercer lugar en la lista bonaerense de candidatos a diputados nacionales por el frente Unidos por una Nueva Alternativa, el cual llevaba a Massa como candidato a presidente, Felipe Solá como candidato a gobernador y Facundo Moyano encabezando la lista de diputados nacionales. Logró finalmente otra vez ingresar como diputada y fue nombrada presidenta del bloque Federal-Unidos por una Nueva Alternativa.
En 2017, luego de la salida de Massa de la cámara baja, queda a cargo del bloque y del interbloque Frente Renovador-UNA, convirtiéndose así en la principal voz del massismo en la Cámara de Diputados. En 2018 presentaría una denuncia contra la exdiputada del PRO y actual titular de la Oficina Anticorrupción Laura Alonso "por proteger a Macri en la causa del Correo Argentino.
En junio de 2019, Camaño se distanció de Massa, ante el acercamiento del mismo al kirchnerismo, y se adhirió a Consenso Federal, liderado por Roberto Lavagna En 2018 sería distinguida con el premio Konex.
En 2023 se sumó a Hacemos Coalición Federal (HCF), también conocida como Encuentro Federal, es una alianza política, tras la incorporación del Partido Tercera Posición a la coalición electoral en la Provincia de Buenos Aires y anunció que dejara su banca como diputada y se retirara activamente de la política tras el fin de su mandato parlamentario. En 2024 presentó una denuncia por la existencia de supuestos sobornos para aprobar la Ley bases impulsada por el gobierno de Milei.

Consejo de la Magistratura
Formó parte del Consejo de la Magistratura (Argentina) durante el periodo 2018 y el 2022 donde se desempeñó como presidenta de la Comisión de Selección de Magistrados e impulso la implementación de capacitaciones como Ley Yolanda, Ley Micaela y la visibilización de las mujeres en el ámbito de la justicia.

## Vida personal
Está divorciada, desde 2020, del sindicalista y político Luis Barrionuevo, con quien tuvo dos hijos. En su intimidad profesa la religión católica.

## Historial electoral
|  | 48,37 % |

|  | 41,44 % |

|  | 30,36 % |

|  | 40,73 % |

|  | 43,02 % |

|  | 6,73 % |

|  | 20,98 % |

|  | 6,01 % |